# Wolfsschluchthöhle
Die Wolfsschluchthöhle, auch als Wolfsloch bekannt,  ist eine naturbelassene Höhle im Wolfsschluchtfelsen oberhalb der Ortschaft Gutenberg, einem Ortsteil von Lenningen auf der Schwäbischen Alb. Sie ist leicht vom nahe gelegenen Wanderparkplatz zwischen Schopfloch und Krebsstein zu erreichen und liegt etwa mittig zwischen den zwei ausgebauten Besucherhöhlen Gutenberger Höhle und Gußmannshöhle. Wie die auf der anderen Seite des Tales gelegene Mondmilchhöhle ist auch die Wolfsschluchthöhle fein mit Calcit-Sinterkristallen ausgekleidet.

## Höhlenverlauf
Nach dem etwa 0,8 Meter hohen Eingang weitet sich die Höhle, so dass man bequem aufrecht stehen kann. In der ersten und größten Kammer finden sich drei freistehende Stalagmiten. Gerade aus weiter verjüngt sich der Gang zu einer Kriechstrecke, die nach 10 Meter in einem engen Schlundloch endet. Biegt man nach dem Eingangsgang in der Eingangskammer nach rechts vorbei an den Tropfsteinen ab, öffnet sich ein schmaler Kamin, der gut durchstiegen werden kann. Dahinter schließt sich ein weniger als 0,4 Meter enger Kriechgang an, der nur von erfahrenen Höhlengängern mit entsprechender Ausrüstung erkundet werden sollte, da er sich immer weiter verjüngt und aufgrund spitzer Steine nicht ungefährlich ist.

## Naturschutz
Die Höhle steht unter Naturschutz. Sie wird nicht verschlossen, sollte aber keinesfalls zwischen Oktober und März aufgesucht werden, um die dort überwinternden Fledermäuse nicht aufzuscheuchen.

## Bildergalerie

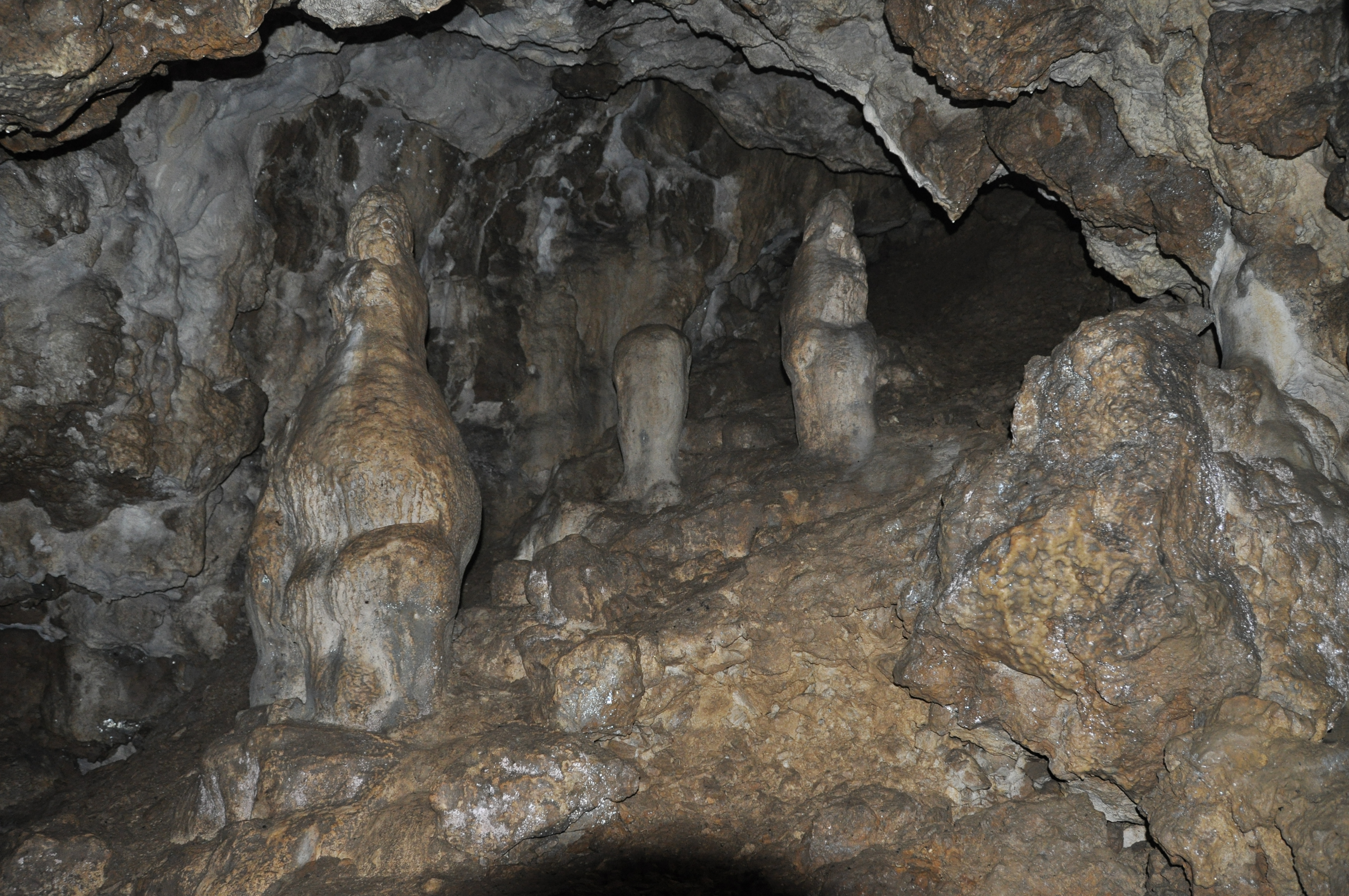
Känguru, Keule und Zwerg – Tropfsteine in der Wolfsschluchthöhle
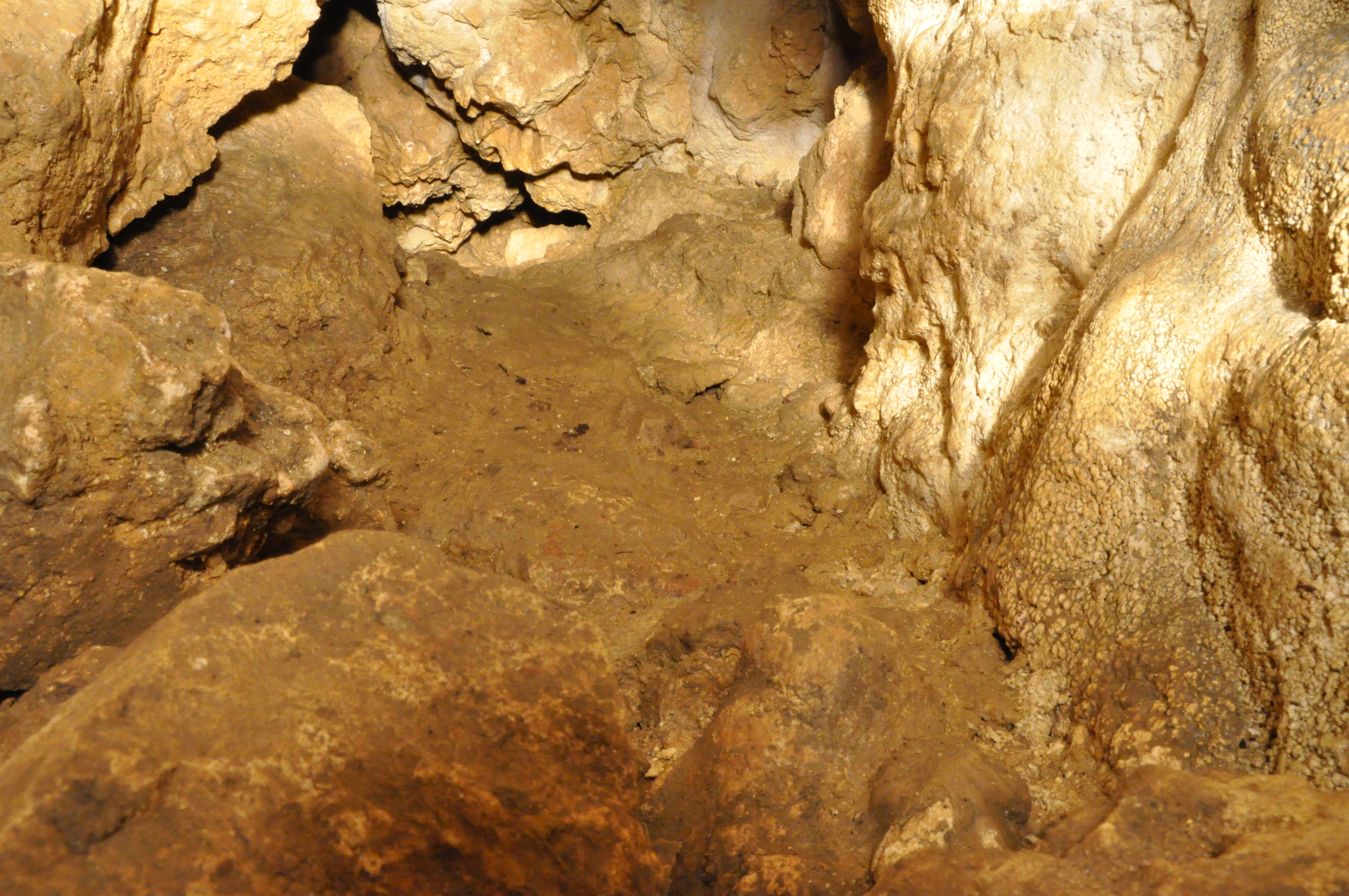
Schluffstrecke im oberen Teil der Wolfsschluchthöhle mit Mondmilch-Überzug
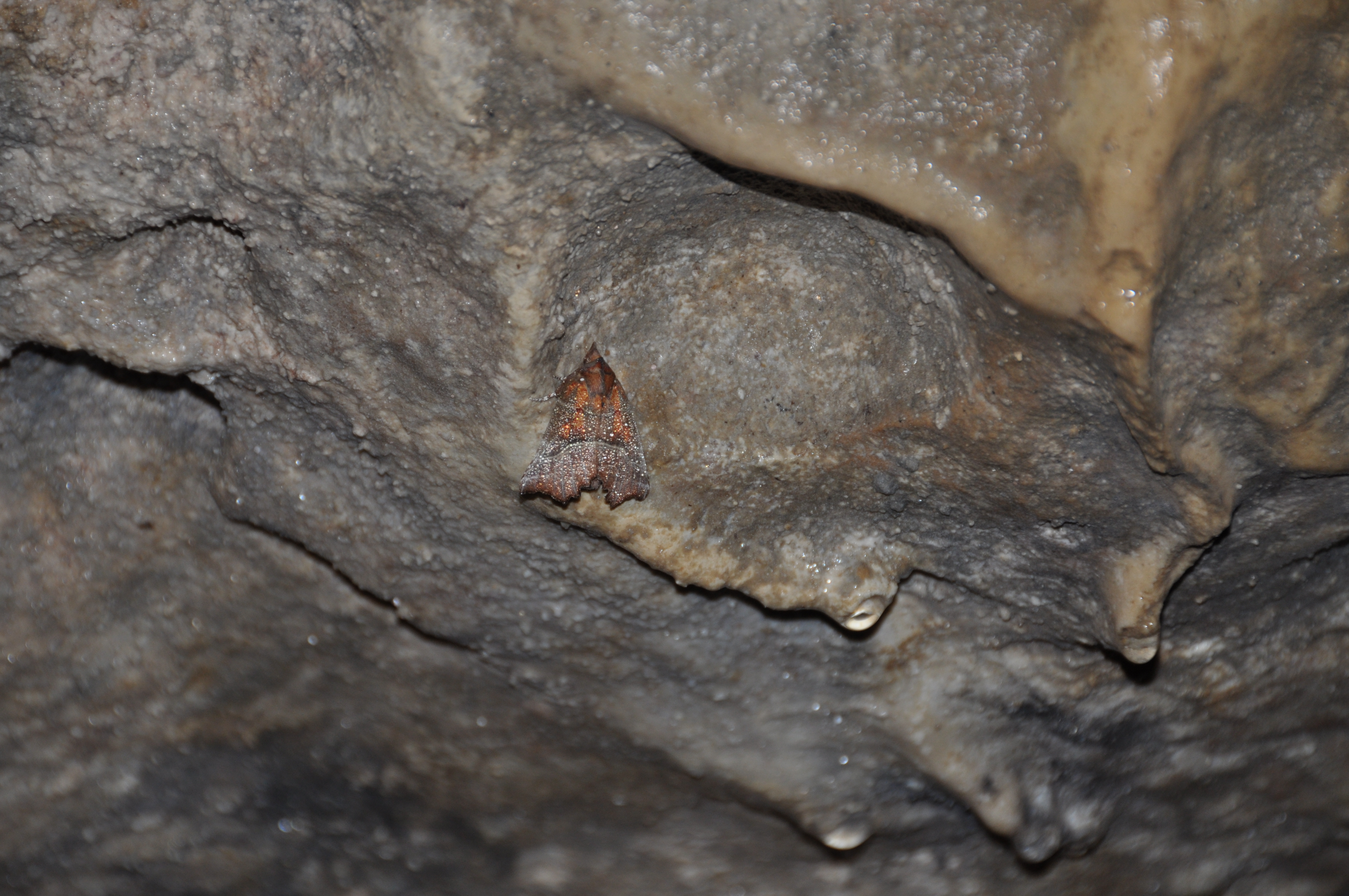
Zur Winterruhe niedergelassener, gut an die Umgebung angepasster Höhlengast